# 胡正
胡正（1924年11月21日—2011年1月17日），原名胡振邦，男，山西灵石人，中国作家，山药蛋派成员，山西省文学艺术界联合会原副主席，山西省作家协会原副主席，中国作家协会名誉委员。